# Rick Benson
Rick Benson is een serie politieromans geschreven door Caty Groen. Elk boek draait om een misdaad die onderzocht wordt door de fictieve rechercheur Rick Benson en zijn collega Jeroen Vierstroom. De verhalen spelen zich af in Dordrecht en omgeving. Tot nu toe zijn vijf boeken verschenen: Mysterie op het Land van Valk, Raadsels op de Dordtse kermis, De fluisteraar van Crabbehof, Blind gezicht op Dordrecht en Hoge bomen in Stadspolders. De serie is een uitgave van de Dordtse Uitgeverij.

## Hoofdpersonen

### Rick Benson
Rick Benson is rechercheur bij de politie Dordrecht, bureau Groenmarkt. Hij onderzoekt misdaden met zijn collega Jeroen Vierstroom. Benson is vrijgezel en huurt een appartement boven (de in werkelijkheid bestaande) Stripwinkel Sjors aan het Scheffersplein. Benson heeft zijn Engelse achternaam te danken aan zijn vader, een welgestelde Brit met een marmeladefabriek in Devon. Rick Benson is introvert en scherpzinnig. 

### Jeroen Vierstroom
Jeroen Vierstroom is de collega van Rick Benson. Hij is uitbundiger van karakter en voert tijdens ondervragingen vaak het woord terwijl Benson observeert. Vierstroom woont in een flat in Zwijndrecht en heeft een latrelatie met Franca.

### Andere personages
- Ben Kruis - teamleider recherche
- Anna Mulder - buurvrouw van Rick Benson en eigenaar van het appartementencomplex aan het Scheffersplein
- Otto la Bandeja - kookboekenrecensent van Spaanse komaf, buurman van Rick Benson
- René Hoornstra - collega van Rick Benson
- Tessa Dubbelman - buurvrouw en leeftijdsgenoot van Rick Benson

## Titels

### Mysterie op het Land van Valk
Rick Benson en Jeroen Vierstroom onderzoeken de moord op Ferdinand Richard, een gewone oudere man met een gewoon leven, zo leek het. Dit eerste deel in de Rick Benson-serie verscheen in november 2012.

### Raadsels op de Dordtse kermis
In april 2013 verscheen het tweede deel in de serie over rechercheur Rick Benson. Het is kermis in Dordrecht als de stad wordt opgeschrikt door een reeks gewelddadige overvallen. Rick Benson onderzoekt de zaak, met een opvallende rol voor Diogo, het neefje van zijn collega Jeroen Vierstroom.

### De fluisteraar van Crabbehof
De fluisteraar van Crabbehof is het derde deel in de Rick Benson-serie en verscheen op 16 november 2013. Rick Benson heeft aanvankelijk weinig aandacht voor de aangifte van een vrouw uit Crabbehof. Ze beweert dat iemand haar van achteren had vastgepakt en fluisterde dat ze zou sterven als ze een kik gaf. Als er meer aanrandingen volgen en een lijk wordt gevonden neemt de onrust in de wijk toe.

### Blind gezicht op Dordrecht
Het vierde deel in de reeks ligt sinds 10 mei 2014 in de winkels en heet Blind gezicht op Dordrecht. De excentrieke kunstschilder Robert Quell komt naar zijn geboortestad voor de opening van een overzichtstentoonstelling van zijn werk in het Dordrechts Museum. De feestelijkheden worden echter overschaduwd door een inbraakpoging om Quells onvoltooide werk Musculus Urbs te stelen. Rick Benson komt in actie als in de museumtuin een dode man wordt aangetroffen.

### Hoge bomen in Stadspolders
Deel vijf verscheen op 28 november 2015 en heet Hoge bomen in Stadspolders. Aan de voet van woontoren De Sequoia in de Dordtse wijk Stadspolders liggen twee stoffelijke overschotten. Lange tijd tast rechercheur Rick Benson in het duister over de doodsoorzaak en het motief. De slachtoffers kenden elkaar niet en niemand weet waarom ze in Stadspolders waren. Een volgende dode brengt deze bizarre zaak in een stroomversnelling met een twist die zelfs Rick Benson en zijn collega’s van Bureau Groenmarkt verrast.